# 그레뱅 뮤지엄 서울
그레뱅 뮤지엄 서울(Grévin Seoul Museum)은 서울특별시 중구 을지로 23(구 서울시청 을지로별관)에 있던 밀랍인형 박물관으로, 2015년 7월 30일에 개관하여 2019년 5월 31일을 끝으로 폐관하였다.

## 역사
프랑스의 꽁빠니 데잘프(Compagnie des Alpes, CDA)와 대한민국의 ㈜마스트 엔터테인먼트(Mast Entertainment)의 합자 회사인 그레뱅 코리아가 2014년 설립되었다. 2015년 7월 30일 아시아 최초, 전 세계에서 네 번째로 그레뱅 뮤지엄이 대한민국에 개관하였다.

## 건물의 역사
그레뱅 뮤지엄 서울이 위치한 구 미국문화원 건물은 미쯔이(三井) 물산주식회사의 경성지점 사옥이었다. 처음에는 지상 7층 건물로 건립될 예정이었으나 지상 4층, 지하 1층, 연면적 약 4,400m2 규모로 1938년 10월 28일 준공되었다. 1948년 9월 11일 서명된 한∙미간 재정 및 재산에 관한 최초 협정에 따라 미국 행정부로 소유권이 이전되어 오랫동안 미국문화원으로 사용되었다. 1985년 5월 23일 대학생들이 광주 민주화 운동에 대한 미국의 책임을 물으며 미국문화원을 점거하는 사건도 있었다. 1990년에 이르러서야 서울특별시로 소유권이 이전되어 서울시청 을지로별관으로 이용되었다. 현재 이 건물은 국가등록문화재 제238호로 지정되어 있다.

## 전시물 및 체험공간
그레뱅 뮤지엄 서울에는 존 레논, 마릴린 먼로, 톰 크루즈 등 세계적인 유명인사는 물론이고 싸이, 지드래곤 등 한류 스타, 김연아 등 세계적인 스포츠 스타, 그리고 세종대왕, 이순신 장군 등 한국을 대표하는 역사적인 인물까지 총 80여 개의 밀랍인형이 제작되어 14개의 테마별 전시공간에 배치되어 있었다. 그밖에 쌍방형 체험이 가능한 3D 스캐닝과 비디오 게임 등의 7개의 디지털 존이 전시공간에 배치되어 있었다.